# FINA Water Polo World League 2015 (femminile)
La World League femminile di pallanuoto 2015 (FINA Water Polo World League 2015) è stata la 12ª edizione della manifestazione che viene organizzata annualmente dalla FINA. Il torneo si è svolto in due fasi, un turno di qualificazione e la Super Final, tenutisi a Shanghai dal 9 al 14 giugno 2015.
La competizione è partita ufficialmente il 25 novembre 2014 con i gironi di qualificazione europei, mentre il torneo intercontinentale di qualificazione è stato giocato tra il 28 aprile e il 3 maggio 2015.

## Turno di qualificazione

### Europa
Il turno di qualificazione europeo si è svolto dal 25 novembre 2014 al 28 aprile 2015. Le squadre sono state divise in due gironi che si sono disputati con gare di andata e ritorno; le prime di ciascun girone e la migliore seconda hanno conquistato la qualificazione per la Super Final (la Spagna ha poi rinunciato in favore della Russia).

#### Gruppo A
|    | Squadra  | Pti | G | V | VR | PR | P | GF | GS | DR  |
| -- | -------- | --- | - | - | -- | -- | - | -- | -- | --- |
| 1. | Italia   | 15  | 6 | 5 | 0  | 0  | 1 | 68 | 44 | +24 |
| 2. | Russia   | 11  | 6 | 3 | 1  | 0  | 2 | 76 | 51 | +25 |
| 3. | Ungheria | 10  | 6 | 3 | 0  | 1  | 2 | 70 | 57 | +13 |
| 4. | Francia  | 0   | 6 | 0 | 0  | 0  | 6 | 25 | 87 | -62 |

| Data     | Ora   | Sede       | Gara     | Gara            | Gara     |
| -------- | ----- | ---------- | -------- | --------------- | -------- |
| 25-11-14 | 18:30 | Zlatoust   | Russia   | 9-9 (13-11 dtr) | Ungheria |
| 25-11-14 | 20:30 | Frosinone  | Italia   | 12-5            | Francia  |
| 16-12-14 | 18:00 | Szentes    | Ungheria | 9-11            | Italia   |
| 16-12-14 | 20:30 | Montreuil  | Francia  | 4-15            | Russia   |
| 27-01-15 | 18:00 | Kiriši     | Russia   | 11-8            | Italia   |
| 27-01-15 | 18:30 | Győr       | Ungheria | 14-5            | Francia  |
| 24-02-15 | 18:30 | Kecskemét  | Ungheria | 13-12           | Russia   |
| 24-02-15 | 20:30 | Lilla      | Francia  | 3-14            | Italia   |
| 24-03-15 | 18:30 | Astrachan' | Russia   | 18-4            | Francia  |
| 24-03-15 | 20:00 | Imperia    | Italia   | 12-9            | Ungheria |
| 21-04-15 | 19:00 | Nizza      | Francia  | 4-14            | Ungheria |
| 21-04-15 | 20:00 | Avezzano   | Italia   | 11-7            | Russia   |

#### Gruppo B
|    | Squadra     | Pti | G | V | VR | PR | P | GF | GS  | DR   |
| -- | ----------- | --- | - | - | -- | -- | - | -- | --- | ---- |
| 1. | Paesi Bassi | 15  | 6 | 5 | 0  | 0  | 1 | 98 | 45  | +53  |
| 2. | Spagna      | 12  | 6 | 4 | 0  | 0  | 2 | 76 | 46  | +30  |
| 3. | Grecia      | 9   | 6 | 3 | 0  | 0  | 3 | 76 | 56  | +20  |
| 4. | Germania    | 0   | 6 | 0 | 0  | 0  | 6 | 33 | 136 | -103 |

| Data     | Ora   | Sede       | Gara        | Gara  | Gara        |
| -------- | ----- | ---------- | ----------- | ----- | ----------- |
| 25-11-14 | 18:00 | Atene      | Grecia      | 11-12 | Paesi Bassi |
| 25-11-14 | 20:45 | Barcellona | Spagna      | 18-6  | Germania    |
| 16-12-14 | 19:30 | Krefeld    | Germania    | 7-20  | Grecia      |
| 16-12-14 | 20:30 | Utrecht    | Paesi Bassi | 10-6  | Spagna      |
| 27-01-15 | 19:00 | Atene      | Grecia      | 10-7  | Spagna      |
| 27-01-15 | 19:30 | Drachten   | Paesi Bassi | 30-4  | Germania    |
| 24-02-15 | 19:00 | Chemnitz   | Germania    | 3-22  | Spagna      |
| 24-02-15 | 19:30 | Gouda      | Paesi Bassi | 13-5  | Grecia      |
| 24-03-15 | 19:00 | Madrid     | Spagna      | 11-8  | Paesi Bassi |
| 24-03-15 | 19:00 | Atene      | Grecia      | 21-5  | Germania    |
| 21-04-15 | 19:30 | Amburgo    | Germania    | 8-25  | Paesi Bassi |
| 21-04-15 | 20:00 | Barcellona | Spagna      | 12-9  | Grecia      |

### Torneo intercontinentale
Il torneo intercontinentale si è svolto ad Auckland (Nuova Zelanda) tra il 28 aprile e il 3 maggio.

## Super Final
La Super Final si è svolta a Shanghai (Cina) tra il 9 e il 14 giugno.

### Fase a gironi

#### Gruppo A
|    | Squadra   | Pti | G | V | VR | PR | P | GF | GS | DR  |
| -- | --------- | --- | - | - | -- | -- | - | -- | -- | --- |
| 1. | Australia | 9   | 3 | 3 | 0  | 0  | 0 | 27 | 16 | +11 |
| 2. | Italia    | 6   | 3 | 2 | 0  | 0  | 1 | 32 | 26 | +6  |
| 3. | Cina      | 3   | 3 | 1 | 0  | 0  | 2 | 20 | 29 | -9  |
| 4. | Russia    | 0   | 3 | 0 | 0  | 0  | 3 | 23 | 31 | -8  |

| Data     | Ora   | Gara      | Gara  | Gara      |
| -------- | ----- | --------- | ----- | --------- |
| 09-06-15 | 19:30 | Italia    | 11-6  | Cina      |
| 09-06-15 | 17:40 | Australia | 8-4   | Russia    |
| 10-06-15 | 19:00 | Australia | 11-5  | Cina      |
| 10-06-15 | 16:20 | Italia    | 14-12 | Russia    |
| 11-06-15 | 16:20 | Italia    | 7-8   | Australia |
| 11-06-15 | 19:00 | Cina      | 9-7   | Russia    |

#### Gruppo B
|    | Squadra     | Pti | G | V | VR | PR | P | GF | GS | DR  |
| -- | ----------- | --- | - | - | -- | -- | - | -- | -- | --- |
| 1. | Stati Uniti | 9   | 3 | 3 | 0  | 0  | 0 | 33 | 9  | +24 |
| 2. | Canada      | 5   | 3 | 1 | 1  | 0  | 1 | 29 | 31 | -2  |
| 3. | Paesi Bassi | 4   | 3 | 1 | 0  | 1  | 1 | 30 | 28 | +2  |
| 4. | Brasile     | 0   | 3 | 0 | 0  | 0  | 3 | 16 | 40 | -24 |

| Data     | Ora   | Gara        | Gara      | Gara        |
| -------- | ----- | ----------- | --------- | ----------- |
| 09-06-15 | 15:00 | Paesi Bassi | 14-15 dtr | Canada      |
| 09-06-15 | 16:20 | Stati Uniti | 16-3      | Brasile     |
| 10-06-15 | 15:00 | Paesi Bassi | 13-5      | Brasile     |
| 10-06-15 | 17:40 | Stati Uniti | 9-3       | Canada      |
| 11-06-15 | 15:00 | Paesi Bassi | 3-8       | Stati Uniti |
| 11-06-15 | 17:40 | Canada      | 11-8      | Brasile     |

### Fase a eliminazione diretta
|  | Quarti di finale | Quarti di finale |                |      | Semifinali                | Semifinali                |  |  | Finale         | Finale |
|  |                  |                  |                |      |                           |                           |  |  |                |        |
|  | 12-06-15 15:00   |                  |                |      |                           |                           |  |  |                |        |
|  |                  |                  |                |      |                           |                           |  |  |                |        |
|  | Italia           | 7                |                |      |                           |                           |  |  |                |        |
|  | Italia           | 7                | 13-06-15 17:40 |      |                           |                           |  |  |                |        |
|  | Paesi Bassi      | 8                |                |      |                           |                           |  |  |                |        |
|  | Paesi Bassi      | 8                | Paesi Bassi    | 5    |                           |                           |  |  |                |        |
|  | 12-06-15 17:40   |                  | Paesi Bassi    | 5    |                           |                           |  |  |                |        |
|  |                  | Stati Uniti      | 8              |      |                           |                           |  |  |                |        |
|  | Russia           | Stati Uniti      | 8              | 6    |                           |                           |  |  |                |        |
|  | Russia           |                  | 14-06-15 19:00 | 6    |                           |                           |  |  |                |        |
|  | Stati Uniti      | 17               |                |      |                           |                           |  |  |                |        |
|  | Stati Uniti      | 17               | Stati Uniti    | 8    |                           |                           |  |  |                |        |
|  | 12-06-15 19:00   |                  | Stati Uniti    | 8    |                           |                           |  |  |                |        |
|  |                  | Australia        | 7              |      |                           |                           |  |  |                |        |
|  | Cina             | Australia        | 7              | 6    |                           |                           |  |  |                |        |
|  | Cina             | 13-06-15 19:00   |                | 6    |                           |                           |  |  |                |        |
|  | Canada           | 5                |                |      |                           |                           |  |  |                |        |
|  | Canada           | 5                | Cina           | 3    | Finale per il terzo posto | Finale per il terzo posto |  |  |                |        |
|  | 12-06-15 16:20   |                  | Cina           | 3    | Finale per il terzo posto | Finale per il terzo posto |  |  |                |        |
|  |                  | Australia        | 5              |      |                           |                           |  |  |                |        |
|  | Australia        | Australia        | 5              | 17   | Paesi Bassi               | 10                        |  |  |                |        |
|  | Australia        |                  |                | 17   | Paesi Bassi               | 10                        |  |  |                |        |
|  | Brasile          | 8                |                | Cina | 5                         |                           |  |  |                |        |
|  | Brasile          | 8                |                |      | 5                         |                           |  |  |                |        |
|  |                  |                  |                |      |                           |                           |  |  | 14-06-15 17:30 |        |
|  |                  |                  |                |      |                           |                           |  |  |                |        |

|  | Semifinali 5º/8º posto | Semifinali 5º/8º posto | Semifinali 5º/8º posto |        |        | Finale 5º posto | Finale 5º posto | Finale 5º posto |  |
|  |                        |                        |                        |        |        |                 |                 |                 |  |
|  | Italia                 | Italia                 | 11                     |        |        |                 |                 |                 |  |
|  | Italia                 | Italia                 | 11                     |        |        |                 |                 |                 |  |
|  | Russia (dtr)           | Russia (dtr)           | 13                     |        |        |                 |                 |                 |  |
|  | Russia (dtr)           | Russia (dtr)           | 13                     |        | Russia | Russia          | 16              |                 |  |
|  |                        |                        |                        |        | Russia | Russia          | 16              |                 |  |
|  |                        |                        | Canada                 | Canada | 8      |                 |                 |                 |  |
|  | Canada                 | Canada                 | Canada                 | Canada | 8      | 8               |                 |                 |  |
|  | Canada                 | Canada                 |                        |        |        | 8               |                 |                 |  |
|  | Brasile                | Brasile                | 6                      |        |        | Finale 7º posto | Finale 7º posto | Finale 7º posto |  |
|  | Brasile                | Brasile                | 6                      |        |        |                 |                 |                 |  |
|  |                        |                        |                        |        |        |                 |                 |                 |  |
|  |                        |                        |                        |        |        | Italia          | Italia          | 11              |  |
|  |                        |                        |                        |        |        | Italia          | Italia          | 11              |  |
|  |                        |                        |                        |        |        | Brasile         | Brasile         | 2               |  |

## Classifica finale
| Pos. | Squadra     |
| ---- | ----------- |
|      | Stati Uniti |
|      | Australia   |
|      | Paesi Bassi |
| 4    | Cina        |
| 5    | Russia      |
| 6    | Canada      |
| 7    | Italia      |
| 8    | Brasile     |